# NTT Docomo Yoyogi Building
NTT Docomo Yoyogi Building (NTTドコモ代々木ビル Enutiti Dokomo Yoyogi Biru?) es un rascacielos situado en el barrio especial de Shibuya, Tokio, Japón. Con 240 metros (787 pies) de altura, es el tercer edificio más alto de Tokio. Después de la instalación de un reloj en 2002, el edificio se convirtió en la torre de reloj más alta del mundo (En 2012 se construyó el conjunto de edificios Abraj Al-Bait, del cual forma parte una torre que pasaría a ser la torre de reloj más alta del mundo)

## Características
NTT Docomo Yoyogi Building es propiedad del grupo NTT Docomo. A pesar del nombre del edificio, éste no actúa como cuartel general de la compañía, el cual está situado en las plantas más altas de Sannō Park Tower. El edificio alberga algunas oficinas, pero es usado principalmente para equipo técnico (conmutadores, etc.) del servicio de telefonía móvil de la compañía.
Para conmemorar el 10º aniversario de NTT Docomo, un reloj de 15 metros de diámetro fue puesto en funcionamiento en noviembre de 2002. La instalación de este reloj hizo al rascacielos la torre de reloj más alta del mundo, sobrepasando al Palacio de la Cultura y la Ciencia de Varsovia, al que se le añadió un reloj en 2000. La porción superior del edificio también presenta luces coloreadas que indican si el pronóstico del tiempo prevé lluvias en dicho día.
La energía solar es utilizada parcialmente para suministrar energía al edificio. Un sistema de separación de basuras empleado en las oficinas ayuda a reducir el desperdicio y aumentar el reciclado. El agua residual es reciclada para volver a usarla, y el agua de lluvia se usa para los aseos del edificio.
El edificio no tiene restaurantes ni otras atracciones turísticas; tampoco se permite la entrada a turistas dentro del edificio.